# Шварц Групе
„Шварц Групе“ (на немски: Schwarz Gruppe) е германско предприятие за търговия на дребно със седалище в Некарзулм.
Създадено през 1930 година, в средата на XX век то е реорганизирано от Дитер Шварц и през 2014 година става най-големият оператор на супермаркети в Европа, оперирайки веригите „Кауфланд“ и „Лидл“. Към 2017 година групата има около 400 хиляди служители и обем на продажбите 96,9 милиарда евро. През 2016 година тя е третото по големина частно предприятие в Европа след търговците на едро „Витол“ и „Трафигура“.